# گوتیه دستنای
گوتیه دستنای (انگلیسی: Gauthier Destenay؛ زادهٔ ۲۱ سپتامبر ۱۹۷۹) معمار اهل بلژیک و همسر نخست‌وزیر لوکزامبورگ خاویر بتل است. آنها یک زوج همجنسگرا هستند.

## زندگی

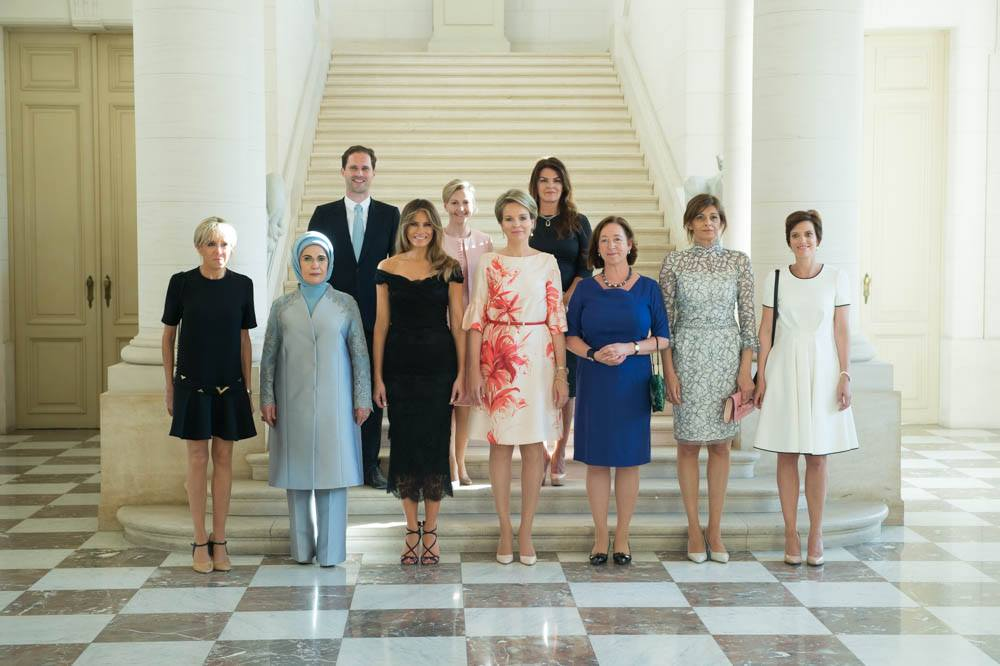
گوتیه دستنای به عنوان آقای اول لوکزامبورگ در مراسم همسران سران کشورهای عضو ناتو

او اهل بلژیک است و از سال ۲۰۰۳ به عنوان کارشناس معماری در دفتر معماری A3 مشغول به فعالیت است. او با مدرک معماری از دانشگاه لیژ فارغ‌التحصیل شده‌است.
زاویه بتل در سال ۲۰۰۳، آشکارسازی کرد. دستنای و بتل از سال ۲۰۰۸ در اتحاد مدنی بودند و از سال ۲۰۱۰ همراه با هم در مراسم‌های رسمی مانند مراسم ازدواج دوک لوکزامبورگ، شرکت کردند.
دستنای در اوت سال ۲۰۱۴ از بتل خواستگاری کرد. آن‌ها در مه سال ۲۰۱۵ ازدواج کردند.